# Dias Graça
António Dias Graça Nunes (Rio de Janeiro, 26 gennaio 1964) è un ex calciatore portoghese, di ruolo portiere.

## Biografia
Anche suo figlio Ricardo Jorge Novo Nunes è un calciatore.

## Carriera
Ha giocato nella massima serie portoghese con Varzim e Benfica.